# دهستان سبزپوش
دهستان سبزپوش یکی از دهستان‌های شهرستان گراش در استان فارس ایران است. این دهستان در بخش ارد قرار دارد به مرکزیت روستا زینل‌آباد است. براساس سرشماری مرکز آمار ایران در سال ۱۳۹۰، جمعیت آن ۱۳۶۹ نفر (در ۳۲۲ خانوار) بوده‌است.
زبان مردم این دهستان اچمی است